# Almir Bétemps
Almir Bétemps (pron. fr. AFI: [betɑ̃]; ...) è un ex slittinista italiano, originario della Valle d'Aosta, che ha vinto due ori mondiali nel doppio, in coppia con Corrado Hérin (1986, 1992).